# ويليام ماثيو بيرن جونيور
ويليام ماثيو بيرن جونيور (بالإنجليزية: William Matthew Byrne Jr.)‏ هو محامي وضابط وقاضي أمريكي، ولد في 3 سبتمبر 1930 في لوس أنجلوس في الولايات المتحدة، وتوفي في 12 يناير 2006 في Los Feliz, Los Angeles ‏ في الولايات المتحدة.